# TEuro
Die Bezeichnung TEuro, TEURO oder T€ wird im Handel, in Bilanzen und Geschäftsberichten als Abkürzung für eintausend Euro verwendet, analog zur früher gebräuchlichen Abkürzung TDM für Tausend DM.
Das „T“ steht bei den internationalen SI-Präfixen allerdings für „Tera“, also Billion. Eintausend Euro müssten demnach mit k€ oder kEUR bezeichnet werden nach der Vorsilbe „kilo“ für Tausend.
„TEuro“ wird im Schriftverkehr oder in Präsentationen verwendet und stets als „Tausend Euro“ gesprochen, um Verwechslungen mit dem negativ besetzten Begriff „Teuro“ zu vermeiden.
Beispiel zur Verwendung:
1.000,00 Euro = 1 TEuro
10.000,00 Euro = 10 TEuro
100.000,00 Euro = 100 TEuro
1.000.000,00 Euro = 1000 TEuro

## Einzelnachweis
1. ↑  So z. B. im Geschäftsbericht 2017 der Stadtwerke Langenfeld, im Energiekonzept 2020 der Stadtwerke Oerlinghausen